# توماس أهرينس
توماس أهرينس (بالألمانية: Thomas Ahrens)‏ هو موجه قوارب ‏ ألماني، ولد في 27 مايو 1948 في مولن في ألمانيا.

## وصلات خارجية
- توماس أهرينس على موقع الاتحاد الدولي للتجديف (الإنجليزية)
- توماس أهرينس على موقع اللجنة الأولمبية الدولية (الإنجليزية)
- توماس أهرينس على موقع أوليمبيديا (الإنجليزية)